# Giuliana De Sio

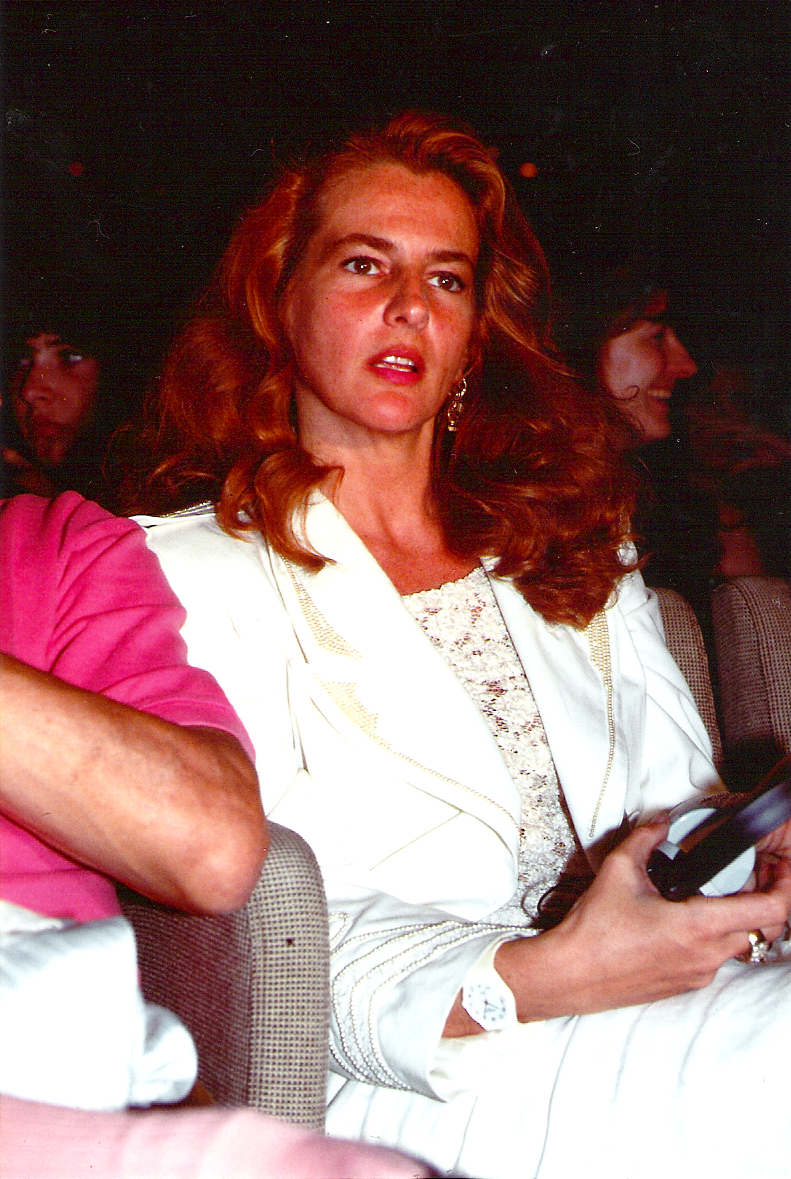
Giuliana De Sio (2008)

Giuliana De Sio (* 2. April 1957 in Salerno) ist eine italienische Schauspielerin. Sie ist die Schwester der Volkssängerin Teresa De Sio.
Giuliana De Sio wurde in Salerno geboren. Sie hatte bereits fünfjährig ihren ersten öffentlichen Auftritt in einer Show am Verdi-Theater in Salerno. Ihre Laufbahn als Schauspielerin begann 1976 mit dem RAI-Fernsehfilm Una Donna unter der Regie von Gianni Bongioanni. In der Folgezeit wurde sie von Elio Petri für Mani sporche und von Tonino Cervi für Il malato immaginario besetzt, wo sie unter anderem neben dem renommierten italienischen Schauspieler Alberto Sordi die Hauptrolle spielte.

## Filmografie (Auswahl)
- 1982: Ich, Chiara und der Finstere (Io, Chiara e lo scuro)
- 1984: Skandal in besten Kreisen, Ein (Uno Scandalo perbene)
- 1984: Die 100 Tage von Palermo (Cento giorni a Palermo)
- 1985: Casablanca, Casablanca
- 1986: Hoffen wir, daß es ein Mädchen wird (Speriamo che sia femmina)
- 1987: Allein gegen die Mafia (La piovra)
- 1987: Träume der Liebe (Ti presento un'amica)
- 1987: Vagabunden wie wir (I picari)
- 1988: Se lo scopre gargiulo
- 1991: Hoffnungslose Liebe (Cattiva)
- 1993: Wolffs Revier
- 2000: Der Kapitän – Kein Hafen für die Anastasia
- 2000: Maria Magdalena (Maria Maddalena)
- 2001: Il bello delle donne
- 2004: A luci spente

## Auszeichnungen
- 1987: Goldene Kamera
- 1987: Bambi